# European Confederation of Pharmaceutical Entrepreneurs
Die European Confederation of Pharmaceutical Entrepreneurs AISBL ist ein europäischer Verband für Pharmazeutische Unternehmen.

## Geschichte
Der Verband wurde im Herbst 2008 in Brüssel gegründet und hat dort seinen Sitz.
Satzungsmäßige Aufgabe ist die Repräsentation und Förderung von Pharmazeutische Unternehmen auf der Europäischen Ebene. EUCOPE vertritt bisher über 900 Unternehmen aus vielen Mitgliedstaaten, wie Deutschland, Schweden, Großbritannien oder Italien. Seine Mitgliedsunternehmen informiert der Verband über die neusten Entwicklungen im Europäischen Gesundheits- und Wettbewerbsrecht.

## Vorstand
- Präsident: Jan G. Smith, ABIGO Medial AB, Schweden.
- Vize-Präsident: Bernd Wegener, ORGANOBALANCE GmbH, Deutschland.
- Vize-Präsident: EMIG – Ethical Medicines Industry Group, Großbritannien
- Schatzmeister: Konstantinos Panagoulias, VIANEX S.A., Griechenland
- Generalsekretär: Alexander Natz

## Zweck
EUCOPE ist in diesen Bereichen aktiv:
- Entscheidungen zur Erstattung und Preisfindung bei Arzneimitteln
- Zugangsverfahren auf nationaler Ebene
- Reduzierte Mehrwertsteuer für Arzneimittel
- Verhinderung von behördlichen Zahlungsverzögerungen
- Ermutigung zur Schrittinnovationen
- Öffentliche Wahrnehmung pharmazeutischer Innovationen
- Gemeinschaftspatent und Geistiges Eigentum
- Klinischen Prüfungsrecht
- Steueranreize zur effektiven Förderung von R&D
- Pharmakovigilanz
- Bekämpfung von Arzneimittelfälschung